# Phymatodes katuii
Phymatodes katuii là một loài dương xỉ trong họ Dipteridaceae. Loài này được Brownlie in Brownlie & Philipson mô tả khoa học đầu tiên năm 1972.
Danh pháp khoa học của loài này chưa được làm sáng tỏ. 